# Стибійорганічні сполуки
Сти́бійоргані́чні сполу́ки (рос. сурьмаорганические соединения, англ. organantimony compounds) — органічні сполуки, що містять у молекулі зв'язок Sb–C. Відомі похідні як три-, так і п'ятивалентного стибію, в яких він може бути зв'язаним лише з атомами С, або ще й з гетероатомами.
Основні типи сполук: Sb(V): R5Sb, R4SbX, R3SbX2, R2SbX3, RSbX4.